# Ryszard Czajkowski

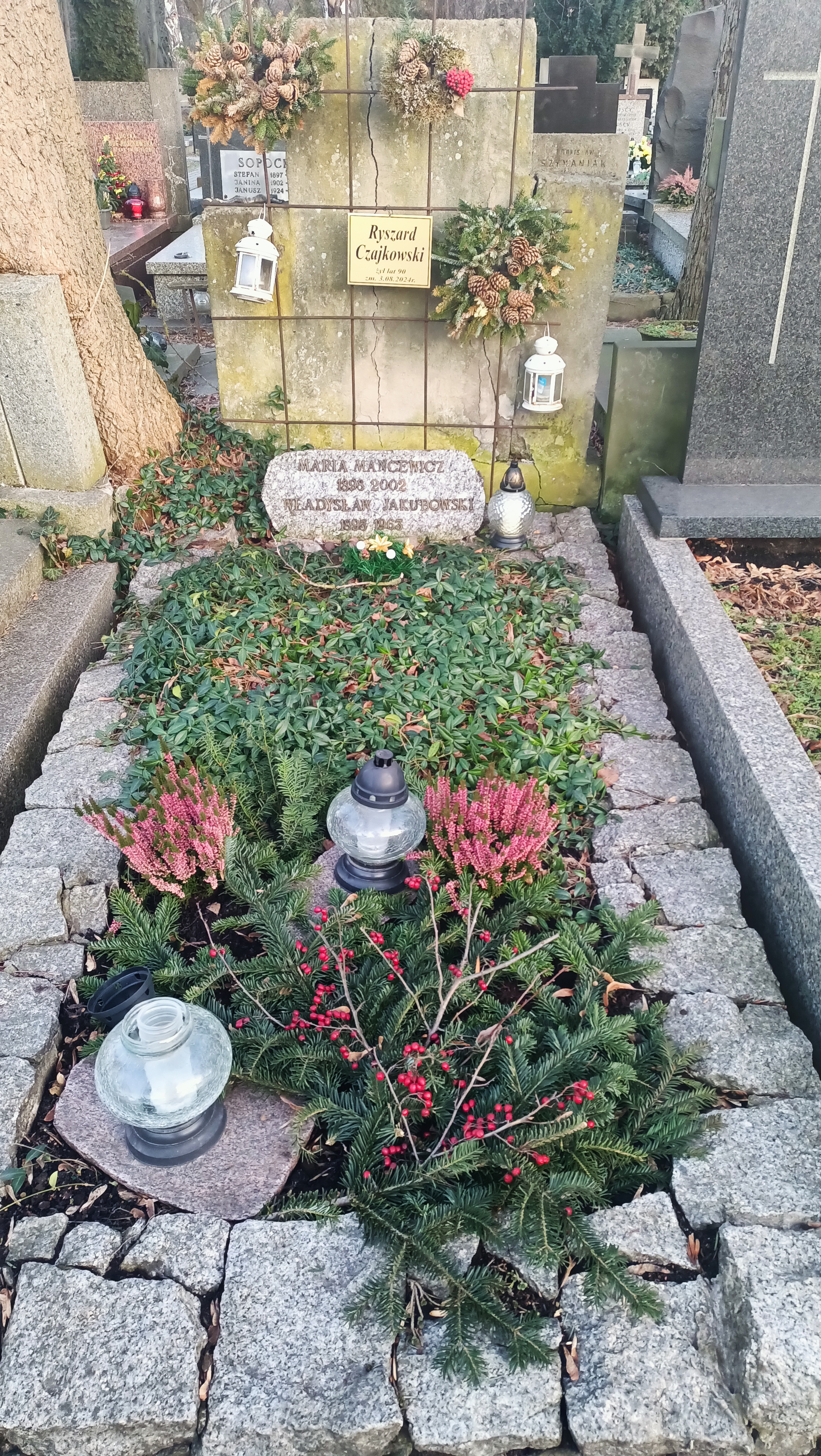
Grób Ryszarda Czajkowskiego na Cmentarzu Powązkowskim

Ryszard Czajkowski (ur. 4 października 1933 w Warszawie, zm. 3 sierpnia 2024 tamże) – polski geofizyk, dziennikarz, operator filmowy, pisarz, reporter, publicysta, podróżnik, polarnik, członek The Explorers Club.

## Życiorys
W 1955 roku rozpoczął studia na Uniwersytecie Warszawskim, które ukończył z tytułem magistra fizyki w zakresie fizyki teoretycznej. 
W latach 60. był pracownikiem naukowym w Zakładzie Teorii Łączności Instytutu Podstawowych Problemów Techniki Polskiej Akademii Nauk.
W latach 1965–67 uczestniczył w 11. Radzieckiej Wyprawie Antarktycznej, zimując na stacji Mołodiożnaja na Antarktydzie i prowadząc badania jonosfery.
Po powrocie do kraju w 1967 rozpoczął współpracę z Telewizją Polską jako prowadzący ponad dwustu lekcji geografii dla szkół.
W latach 70. jako pracownik Zakładu Sejsmologii, a później Zakładu Badań Polarnych Instytutu Geofizyki PAN uczestniczył w sześciu wyprawach polarnych do polskiej stacji badawczej na Spitsbergenie (obecnie to Polska Stacja Polarna Hornsund im. Stanisława Siedleckiego). Jako pierwszy w Polsce zastosował radar do badań geofizycznych prowadzonych na Spitsbergenie.
W latach 1976–1978 brał udział w dwóch pierwszych polskich wyprawach naukowych do Antarktyki. Jako jeden z budowniczych Polskiej Stacji Arktycznej im. Henryka Arctowskiego na Wyspie Króla Jerzego w Antarktyce otrzymał od ówczesnych władz Srebrny Krzyż Zasługi. Na jego cześć jeden z nunataków tej wyspy nazwano Iglicą Czajkowskiego.
W 1982 roku zakończył współpracę z Polską Akademią Nauk, a kolejne lata to okres wzmożonej aktywności dziennikarskiej, podróżniczej i filmowej.
Został etatowym pracownikiem Naczelnej Redakcji Programów Oświatowych, a następnie Telewizji Edukacyjnej TVP. Był autorem ponad 300 programów telewizyjnych, kilkudziesięciu filmów podróżniczych ze swoich wypraw, artykułów prasowych i wystaw.
Prowadził m.in. programy telewizyjne: „Geografia dla szkół” – cykl 200 lekcji w TVP; „Przez lądy i morza” – cykl 150 programów; „Wędrowiec” – magazyn z czatem internetowym.
Brał udział w wyprawach m.in. do Tybetu i Chin (1982), Indii, gdzie uczestniczył jako jeden z nielicznych Europejczyków w święcie Kumbhamela (1986), podróżował samochodem terenowym przez Saharę (1987), odwiedził kraj Dogonów w zachodniej Afryce (1994), dotarł na Wyspę Wielkanocną i przejechał część Laponii skuterem śnieżnym (1997).
W 1993 roku został członkiem prestiżowego The Explorers Club w Nowym Yorku.
Za swoje osiągnięcia podróżnicze otrzymał liczne wyróżnienia, między innymi nagrodę EKOmen 2007 przyznaną przez Centrum Edukacji Ekologicznej w Ełku, i statuetkę z okazji 10-lecia Międzynarodowego Festiwalu Odkrywców, Podróżników i Ludzi Aktywnych „Mediatravel”. W 2015 roku został uhonorowany flagą Rzeczypospolitej Polskiej przez prezydenta Bronisława Komorowskiego.
Po zakończeniu pracy w TVP zajął się prowadzeniem serii wykładów i odczytów ilustrowanych przeźroczami i własnymi filmami, które odbywały się w szkołach, domach kultury, klubach lub na uczelniach.

## Wybrane publikacje
Publikacje podróżnicze:
- Fotografujemy pod wodą, Warszawa 1960
- Współautor książki Wyprawy na koniec świata. Wyd. G+J RBA, 2004, ISBN 83-89019-65-5
- Moje podróże, Znak, nr 614-615, 2006
- Rok w lodach Antarktydy, Wydawnictwo Gondwana, 2015, ISBN 978-83-63756-10-9

Publikacje naukowe:
- Falowód z wkładką ferrytową oraz cienką ścianką stratną opisaną warunkiem impedancyjnym, „Prace Zakładu Teorii Łączności” 37, Warszawa 1966.
- Radar measurements of thickness of “warm” glaciers, „Polish Polar Research”, 1980.
- The Results of Investigations into Microquakes on the Hans Glacier. Results of Investigations of the Polish Scientific Spitsbergen Expeditions 1970–1974, „Acta Universitatis Wratislaviensis” 387 (2), 1977.
- Radarowe pomiary miąższości lodowca Werenskiolda, w: VIII Sympozjum Polarne, red. A. Jahn, J. Jania, M. Pulina, cz. 2, Sosnowiec 1981.

Artykuły popularnonaukowe i podróżnicze:
- Mołodziożna, „Poznaj Świat”, 1967, nr 6.
- Antarctica, „Polish Review”, 1967, nr 11.
- Spitsbergen, lato 1971, „Taternik”, 1973, nr 3.
- Polska stacja naukowa w Antarktyce, „Poznaj Świat”, 1977, nr 9.
- Wielki jubileusz polarników, „Poznaj Świat”, 1977, nr 2.

## Wybrane filmy podróżnicze
- „Notatki z Antarktydy” (1967)
- „Góry Pięciu Bogów” (1970)
- „99 dni na Spitsbergenie” (1971)
- „Stacja Arctowski” (1978)
- „Pingwiny i ich sąsiedzi” (1978)
- „Oblicza Sahary” (1987)
- „Quirimba – wyspa szczęśliwa” (1988)
- „Kiwija – wioska na Cabo Delgato” (1988)
- „Od Ruwumy do Maputo” (1988)
- „Spotkałem Masajów” (1994)
- „Sposób na Afrykę” (1994)
- „Do źródeł Nilu” (1994)
- „Tajemniczy świat Dogonów” (1995)
- „Między górami a pustynią. Maroko” (1995)
- „Laponia zimą” (1997)
- „Przez Indie” (1998)
- „Tajemnica Wyspy Wielkanocnej” (1999)

## Upamiętnienie
Życiu i działalności R. Czajkowskiego poświęcono książkę Dagmary Bożek-Andryszczak, 2019: Ryszard Czajkowski. Podróżnik od zawsze. Wyd. Bezdroża ISBN 978-83-246-9284-2. 